# La Perricholi (telenovela)
La Perricholi es una telenovela peruana de 2011, producida por Michel Gómez y transmitida por América Televisión. Es un remake de la telenovela del mismo nombre (de 1992), protagonizada por Mónica Sánchez como La Perricholi y dirigida también por Michel Gómez. Fue estrenada en agosto de ese año y fue protagonizada por Melania Urbina y Alberto Ísola, con las participaciones antagónicas de Vanessa Saba y Leonardo Torres Vilar. 
La telenovela relata la historia de Micaela Villegas, una mujer mestiza del siglo XVIII que gracias a sus habilidades artísticas se convierte en una figura importante en la sociedad limeña. La trama sigue su romance con el Virrey Manuel de Amat y Junyent, enfrentando conflictos sociales y culturales, mientras ella lucha por mantener su posición y libertad en la colonia, y enfrenta celos y amenazas.
La telenovela generó polémica por una escena de desnudos interpretada por Urbina, lo que le acarreó una sanción. Urbina había prometido que se tomaría cuidado en esa escena. La telenovela tuvo que finalizar antes de tiempo. El guionista Eduardo Adrianzén atribuyó esta medida a las quejas de una asociación civil que quería «presionar a los anunciantes».

## Historia
Doscientos años después de la historia de Eva de Palomino (Eva del Edén), durante los últimos años del Virreinato del Perú, se desarrolla la historia de Micaela Villegas y Hurtado de Mendoza, más conocida como la Perricholi. Micaela es la bella, inteligente, sensible y atrevida hija de Joseph Villegas y María Teresa Hurtado de Mendoza, siendo esta última de quien heredó sus características. Joseph es el hijo ilegítimo de un noble español con una indoamericana, pero ha perdido una gran cantidad de dinero por el terremoto de 1746, y además sus vicios lo llevan a apostar su casa y a su hija a José Perfecto de Salas, el secretario del virrey, el cual gana el juego. Tras ello Joseph se suicida y Micaela cae en manos de Perfecto, quien desea ser el único hombre en su vida y por ello manda encarcelar a su pareja, Rodrigo Castellanos, en la Fortaleza del Real Felipe baja cadena perpetua por supuesto espionaje y traición a la corona española. En medio de tanta tragedia, Micaela logra hacer esperar a Perfecto, diciéndole que estará con él si la deja debutar como actriz; transcurren los días y ella ingresa al Real Coliseo de la Comedia bajo la tutela del Director Maza. 
Semanas después, el Virrey Manuel de Amat y Juniet llega a Lima y esa misma noche asiste a la función de teatro donde Micaela participa y éste se enamora de ella. Juntos inician un romance que Perfecto y la Marquesa Francisca de Altamirano, tía de Micaela, tratan de destruir a como de lugar. A pesar de sus esfuerzos, Micaela tuvo un hijo con Amat y propició muchas de las construcciones que él realizó en su gobierno: el Paseo de Aguas, la Plaza de Acho, la Alameda de los Descalzos, la Quinta de Presa, y el Monasterio de las Nazarenas que albergaría la imagen del Señor de los Milagros de la cual era devota. Poco antes de la partida de Amat como virrey, ella se entera de que está en cinta otra vez, pero él nunca se enteró de ello. El fruto de ello fue una hija nacida con síndrome de down, la cual termina dejando que sea educada por su criada.
Mientras tanto, Rodrigo escapa del Real Felipe cuando la peste invade la prisión, se dirige a Canta y encuentra el tesoro de Atahualpa, con el cual regresa a Lima aparentando ser un noble español que ostenta el título de "Conde de Vallehermoso", una identidad que lo protegerá mientras cobra venganza de todos los que lo encarcelaron. Pasado los meses, contrae matrimonio con Rosa María, sobrina reconocida de la Marquesa de Altamirano, y asesina al oidor Domingo de Orrantia, al fiscal Atanasio Ortiz de Foronda, al aguatero Gervasio, y al Alguacil Pulido. Al final obliga al Doctor Isidro, que quería vengarse de Perfecto debido a que es último le robo parte de su riqueza, a que lo ayude con su plan contra el secretario, que consistía en que mientras Perfecto huia debido a que un visitador ordenó su captura por corrupción, hicieran que su carroza se detuviera en un lugar alejado para luego ser abandonado con unos leprosos.

## Personajes
| Actor / Actriz           | Personaje                                                             | Descripción |
| ------------------------ | --------------------------------------------------------------------- | --- |
| Melania Urbina           | Micaela "Miquita" Villegas y Hurtado de Mendoza                       | Más conocida como "La Perricholi", es una joven comediante de teatro y la acompañante sentimental del Virrey Amat. |
| Alberto Ísola            | Manuel de Amat y Juniet                                               | Virrey del Perú, representante de la Corona española. Desde su llegada se enamora de Micaela, con quien mantiene una relación. |
| Gonzalo Revoredo         | Rodrigo Castellanos / Conde Sebastián de Vallehermoso y Santa Bárbara | Un marinero y el primer amor de Micaela. Fue encarcelado por supuesto espionaje y traición a la patria. Cuando la peste invade el Real Felipe, escapa hacia Canta, donde encuentra el tesoro del último Sapa Inca y lo utiliza para regresar a Lima como un noble español en busca de venganza.      |
| Leonardo Torres Vilar    | José Perfecto de Salas y de los Ríos                                  | Abogado y secretario del virrey. Maneja casi toda la información y el poder del virreinato, además está obsesionado con Micaela. |
| Bruno Odar               | Joseph Villegas y Arancibia                                           | Hijo ilegítimo de un noble español y de una indoamericana. Padre de Micaela y esposo de María Teresa. Se suicida tras haber apostado y perdido a su casa y a su hija con José Perfecto. |
| Norka Ramírez            | María Teresa Hurtado de Mendoza y de la Cueva                         | Madre de Micaela, viuda de Joseph Villegas y enamorada de Cosme Bueno. Posee un carácter similar al de su hija. |
| Javier Echevarría        | Manuel de Amat y Villegas / Manuel Castellanos y Villegas             | Hijo ilegítimo de Micaela y el Virrey Amat. Al final se revela que es hijo biológico de Rodrigo. |
| Vanessa Saba             | Marquesa Francisca de Altamirano y Berlanga                           | Una noble española que desde muy joven vive en Lima. Tía paterna de Micaela y Rosa María. Es muy apegada a la religión y trata de que se guarde la "moral" en toda la ciudad. |
| Anahí de Cárdenas        | Marquesa Rosa María de Altamirano                                     | Sobrina reconocida de la Marquesa de Altamirano y prima paterna de Micaela. Se vuelve la condesa consorte de Vallehermoso por su matrimonio con Sebastián. |
| Franklin Dávalos         | Santiago de Cárdenas                                                  | Joven que alquila una habitación a la familia de Micaela y se ocupa de diversos oficios mecánicos. Siente una obsesión por las aves y volar, por lo que fabrica sus "alas". Está enamorado de Paloma Bueno.                                                                                          |
| Alejandro Escudero       | Bartolomé Maza                                                        | Un italiano y director de teatro. Es muy cascarrabias. Era amigo de la familia Villegas. |
| Sandra Arana             | Inés de Mayorga                                                       | Joven comediante de teatro. Rival unilateral de Micaela y amante del Oidor Bravo de Ribera. |
| Rodrigo Sánchez Patiño   | José Estacio                                                          | Joven comediante de teatro. Amigo de Micaela. Está enamorado de Mathías. |
| Carlos Montalvo          | Mathías Baquíjano                                                     | Joven mulato y comediante de teatro. Está enamorado de José Estacio. |
| Biviana Goto             | Chepita                                                               | Joven comediante de teatro. Es caracterizada por ser altamente olvidadiza. |
| Miguel Iza               | Fulgencio                                                             | Joven comediante de teatro. Sufre de varias enfermedades. |
| Carlos Cano de la Fuente | Pedro Bravo de Rivera                                                 | Oidor decano de la Real Audiencia de Lima. Enemigo del Virrey Amat, esposo de Ventura y padre de Diego Miguel. |
| Pilar Brescia            | Doña Ventura                                                          | Esposa de Pedro Bravo y madre de Diego Miguel. Es maltratada por su marido, pero conoce a Leandro, de quién se enamora. Adora escribir bajo el seudónimo de "Eurídice". |
| Jesús Neyra              | Diego Miguel Bravo de Rivera                                          | Hijo de Pedro Bravo y Ventura. Realizó sus estudios con Leandro en Francia, de donde trae ideas libertarias. Está enamorado de Mariana. |
| Francisco Cabrera        | Leandro de Portocarrero                                               | Joven nacido en Buenos Aires, en el Virreinato del Río de la Plata. Estudió con Diego Miguel en Francia, de donde trae ideas libertarias. Está enamorado de Ventura. |
| Pedro Olórtegui          | Antonio de Ibáñez                                                     | Alcalde de Lima. Amigo del Oidor Bravo de Rivera. |
| Aristóteles Picho        | José Kuntur                                                           | Cacique de Huarochirí. Fue compañero de celda de Rodrigo y murió cuando la peste atacó el Real Felipe. |
| Gerardo Zamora           | Juan Santos Kuntur                                                    | Sobrino de José Kuntur. Ayuda a Rodrigo a encontrar el tesoro Inca y lo acompaña a Lima con Leonor. |
| Katerina D'Onofrio       | Leonor                                                                | Nacida como la única hija de un mercader rico de Santa Fe, en el Virreinato del Río de la Plata. Escapó a sus 20 años junto a su enamorado Damián el bandolero y se establecieron en la sierra del Perú; allí encuentra a Rodrigo y, luego de que Damián muere, se va con él y Santos Kuntur a Lima. |
| Óscar Carrillo           | Juan Francisco Pulido                                                 | Alguacil Mayor, encargado de la seguridad de Lima. Conocido de José Perfecto. Casado con Doña Ana y luego con Paloma Bueno. |
| Mónica Rossi             | Doña Ana                                                              | Esposa del Alguacil Pulido. Falleció por una enfermedad misteriosa relacionada con su esposo. |
| Enrique Urrutia          | Isidro de Ortega y Avellanas                                          | Médico de la corte y director de la Gaceta del Virreinato, al menos oficialmente. Conocido de José Perfecto y tutor de Mariana. Es bastante avaro y tiene un gran miedo hacia los temblores que ocurren en la ciudad.                                                                                |
| William Bell Taylor      | Fígaro                                                                | Barbero, dentista, y el verdadero médico de la corte. Es conocido por decir refranes y moralejas. Tiene un romance con Petronila. |
| Milagros López-Arias     | Mariana de Esquivel y Goycochea                                       | Joven huérfana desde niña. Su tutor es el Doctor Isidro, con quién está obligada a casarse según el testamento de su madre. Está enamorada de Diego Miguel. |
| Ebelin Ortiz             | Petronila                                                             | Mulata liberta oriunda de Colombia. Cuidadora de Mariana. Está muy decidida a encontrar a su hijo perdido. Tiene un romance con Fígaro. |
| Mijail Garvich Claux     | Palmer                                                                | Mayordomo del Palacio Virreinal. Conocido de José Perfecto. |
| Pold Gastello            | Gervasio                                                              | Aguatero local. Es cómplice de José Perfecto y el Alguacil Pulido en todos sus planes. |
| Claudia Berninzon        | Dolores                                                               | Esposa de Gervasio. Es una plañidera (llorona) ambiciosa. |
| Trilce Cavero            | Eufemia                                                               | Hermana de Gervasio. Es una plañidera chismosa y convenida. |
| Carlos Mesta             | Cosme Bueno y Alegre                                                  | Cosmógrafo Mayor del Virreinato del Perú. Padre de Paloma y enamorado de María Teresa. |
| Stephie Jacobs           | Paloma Bueno y Alegre de Mendoza                                      | Hija de Cosme Bueno. Está enamorada de Santiago de Cárdenas pero es casada a la fuerza con el Alguacil Pulido. |
| Leslie Guillén           | Carmencita                                                            | Criada de Cosme Bueno y cómplice de Paloma. |
| Omar García              | Elías                                                                 | Falso príncipe de Líbano. Tiene una relación con la Marquesa de Altamirano. |
| Alonso Cano              | Antoñuelo Cavafis                                                     | Falso secretario de Elías. Dice ser descendiente de Alejandro Magno. |
| Alberick García          | José Gabriel Condorcanqui Noguera "Túpac Amaru II"                    | Cacique de Surimana, Tungasuca y Pampamarca. Llega a Lima para defender los derechos de su pueblo en el Cusco. |
| Jackeline Vásquez        | Micaela Bastidas                                                      | Esposa y consejera de "Túpac Amaru II". Acompaña a su esposo a Lima para defender los derechos de los indígenas en el Cusco. |
| Ignacio Baladán          | Domingo José de Orrantia y Alberro                                    | Miembro del Supremo Consejo de Indias. Odia profundamente a los homosexuales. |
| Víctor Prada             | Atanasio Ortiz de Foronda                                             | Fiscal de la Real Audiencia de Lima. Le gusta recitar odas y poesías. |
| María Alicia Pacheco     | Doña Ernestina                                                        | Esposa del fiscal Ortiz de Foronda. Se enamora del Fraile Lorenzo. |
| Carlos Tuccio            | Diego Antonio de Parada                                               | Arzobispo de Lima. Es bastante vanidoso con la "moral" durante su gestión. |
| Ubaldo Huamán            | Fray Geronimo                                                         | Fraile Superior del Convento de San Francisco. Dedicado a apoyar a los más necesitados. |
| Emanuel Soriano          | Fraile Manuel "Manolín"                                               | Novicio del Convento Franciscano. Es atormentada por Carmencita. |
| Tommy Párraga            | Fraile Dimas                                                          | Novicio del Convento Franciscano. Es bastante devoto a su religión. |
| Juan Carlos Pastor       | Fraile Lorenzo                                                        | Novicio del Convento Franciscano. Es bastante libertario. |
| Sonia Seminario          | Doña Jordana                                                          | Anciana que se dedica a la brujería. |